# Роман Коппола
Роман Коппола (англ. Roman Coppola; нар. 22 квітня 1965) — американський режисер, сценарист і кінопродюсер, автор відеокліпів, актор.

## Життєпис
Роман Коппола — син художниці-декораторки Елеонори Коппола (до шлюбу Ніл) і режисера Френсіса Форда Копполи. Онук Карміні та Італії Копполи, брат Софії, Джан-Карло Копполи. Він народився у Нейї-сюр-Сен, Франція 22 квітня 1965 року.
У 2013 році спільно з Весом Андерсоном (Wes Anderson) за фільм «Королівство повного місяця» (Moonrise Kingdom) був номінований на премію «Оскар» у номінації «Найкращий сценарій» та на премію «BAFTA-2013»  у номінації «Найкращий сценарій».  
У 2016 році Роман Коппола став переможцем премії «Золотий глобус» як творець найкращого комедійного серіалу виробництва Amazon Studios «Моцарт у джунглях».    
У 2017 році серіал «Моцарт у джунглях» був номінований на премію «Золотий глобус» у номінації «Найкращий телесеріал».  